# Kopais
Kopais, også stavet Copais eller Kopaida (oldgræsk: Κωπαΐς; græsk: Κωπαΐδα), var en sø vest for Theben, i centrum af Boiotien, Grækenland. Den blev afvandet i slutningen af 1800-tallet. Den er nu fladt, tørt område men er stadig kendt som Kopaida. En ø i søen blev ændret i oldtiden til en megalitisk citadel, som nu kaldes Gla, selvom dens gamle navn ikke er kendt. Det kan være byen Arne nævnt af Homer.

## Afvanding
Da søen eksisterede, lå byerne Haliartus, Orchomenus og Chaeronea på dens kyster. Floderne Cephissus, Termessus og Triton løb ud i søen. Søen var (og er) omgivet af frugtbar jord, men søen trængte i stigende grad ind på det omkringliggende land på grund af utilstrækkelig dræning. Derfor overtog skotske og franske ingeniører i 1867-1887 jorden og dannede British Lake Copais Company. De byggede kanaler til at dræne vand fra søen til Cephissus og derfra til Ylikisøen (Ylíki Limní, antikkens Hylica). I alt omkring 200 km2 land blev indvundet. Området blev overdraget til den græske regering i 1952.
Eet selskab blev oprettet i 1957 for at føre tilsyn med dræning af søen og bygning af en ny vej. Opgaven blev afsluttet samme år, men selskabet med 30 fuldtidsansatte (inklusive en chauffør for ledelsen) eksisterede stadig indtil 2010.
Før dette løb søen ud i havet af talrige underjordiske kanaler. Nogle af disse kanaler var kunstige, som geografen fra det 1. århundrede Strabo registrerede. Moderne udgravninger har fundet enorme kanaler gravet i det 14. århundrede f.Kr., som drænede vand i havet mod nordøst; Strabo nævner arbejde udført på disse kanaler af en ingeniør ved navn Crates of Chalcis på Alexander den Stores tid.

## Kopais i oldtidens litteratur og mytologi
Homer og andre antikke forfattere omtaler Copais som "Cephisian-søen", opkaldt efter floden Cephissus. Strabo hævder dog, at det poetiske udtryk refererer til den mindre Hylice-sø (den moderne sø Yliki), mellem Theben og Anthedon. 
Der var en legende om, at søen blev til, da helten Herakles oversvømmede området ved at udgrave en flod, Cephissus, som strømmede ud i bassinet. Polyaenus forklarer, at han gjorde dette, fordi han kæmpede mod Minyanerne i Orchomenus: de var farlige hestekrigere, og Herakles gravede søen for at komme af hestene. En anden historie fortæller, at søen løber over i Ogyges' mytiske tid, hvilket resulterer i den Ogygiske syndflod.
Geografen Pausanias komedieforfatteren Aristophanes fra det 5. århundrede f.Kr. fortæller, at Copais-søen i antikken var kendt for sine fisk, især ålene.